# Ramian (Verwaltungsbezirk)
Ramian (persisch شهرستان رامیان, DMG Rāmiyān) ist ein Schahrestan in der Provinz Golestan im Iran. Er enthält die Stadt Ramian, welche die Hauptstadt des Verwaltungsbezirks ist.

## Kreise
- Zentral (بخش مرکزی)
- Fenderesk (بخش فندرسک)

## Demografie
Bei der Volkszählung 2016 betrug die Einwohnerzahl des Schahrestan 86.210. Die Alphabetisierung lag bei 82 Prozent der Bevölkerung. Knapp 42 Prozent der Bevölkerung lebten in urbanen Regionen.
| Zensusjahr | Einwohnerzahl |
| ---------- | ------------- |
| 2011       | 85.324        |
| 2016       | 86.210        |